# 경합범
경합범(競合犯)이란 한 사람이 두 개 이상의 죄를 저질렀으나, 그 죄들에 대해 아직 판결이 확정되지 않은 경우를 말한다. 대한민국 형법 제37조에 규정되어 있으며, 경합범은 크게 동시적 경합범과 사후적 경합범으로 구분된다.

## 실체적 경합
여러 개의 행위를 통해 여러 개의 죄를 범한 경우

## 포괄일죄
여러 개의 행위가 실질적으로 하나의 죄로 평가되는 경우

## 법조경합
한 행위가 2개 이상의 구성요건에 해당할 경우

## 판례
- 경합범으로 기소되었어도 그중 유죄로 인정된 A죄에 대해서는 상고가 제기되지 않아 확정되 고 무죄로 선고된 B죄에 대하여만 상고가 제기되어 파기환송된 경우 환송 후 원심은 B죄를 유죄로 인정하여도 A, B죄를 경합범으로 하여 1개의 형으로 선고할 것이 아니라 B죄에 대하 여만 별개의 형을 선고하여야 한다.[1].
- 형법 제40조가 규정하는 1개의 행위가 수개의 죄에 해당하는 경우에는 ‘가장 중한 죄에 정한 형으로 처벌한다.’ 함은 그 수개의 죄명 중 가장 중한 형을 규정한 법조에 의하여 처단한다는 취지 와 함께 다른 법조의 최하한의 형보다 가볍게 처단할 수는 없다는 취지 즉, 각 법조의 상한과 하한을 모두 중한 형의 범위 내에서 처단한다는 것을 포함하는 것으로 새겨야 한다.[2]
- 상습범과 같은 포괄일죄의 중간에 별종의 범죄에 대한 확정판결이 있어도 그 포괄일죄와 판결이 확정된 죄는 형법 제37조 후단에서 정한 경합범 관계에 있다고 할 수 없다.[3].

## 참고문헌
- 최병각. "경합범과 일부상소." 비교형사법연구 25.3 (2023): 1-39.
- 박형관. "경합범의 양형에 관한 비교법적 고찰." 형사법의 신동향 0.59 (2018): 183-237.
- 문채규. "사후적 경합범에서 형의 집행 및 형기의 통산에 관한 문제." 법학연구 59.2 (2018): 53-82.
- 정준섭. "사후적 경합범과 법원의 양형재량권." 형사법연구 22.3 (2010): 299-322.
- 최병각. "사후적 경합범과 형감경, 상습범 및 재심." 형사법연구 31.4 (2019): 199-221.
- 우인성. "형법 제37조 후단의 사후적 경합범에 관한 몇가지 쟁점 검토." 인권과 정의 -.516 (2023): 66-85.
- 배상균. "실체적 경합범에 있어서 흡수주의의 의미." 형사법연구 28.2 (2016): 111-136.
- 배상균. "실체적 경합범에 있어서 가중주의의 적용에 관한 검토." 외법논집 39.4 (2015): 221-241.
- 김현철. "일부상소의 허용범위와 경합범의 일부상소에 있어서의 상소심의 심판범위." 법학논총 40.2 (2020): 97-118.
- 이경열. "경합범의 처벌과 추가형선고의 양형실무." 홍익법학 11.3 (2010): 379-406.